# مصطفى الخالدي
مصطفى الخالدي هو سياسي فلسطيني ينتمي إلى أسرة الخالدي الفلسطينية البارزة. عمل بالقضاء قبل اتجاهه للسياسة،  وكان آخر رئيس عربي لبلدية القدس (متضمنة القدس الغربية) يتولى هذا المنصب متمتعًا بسلطات فعلية.